# Beások

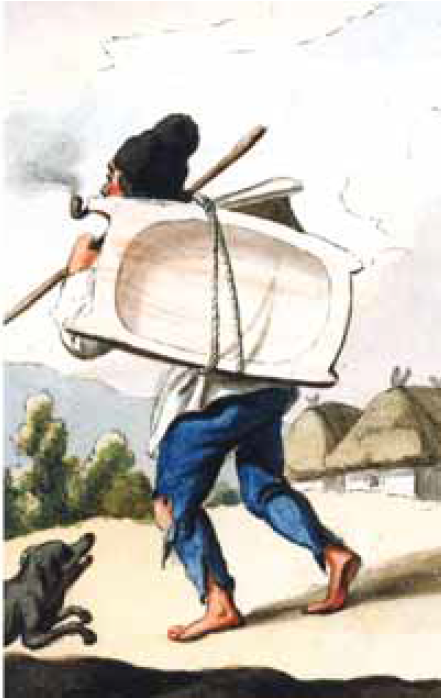
Teknővájó beás. Franz Neuhauser nagyszebeni festő festett rézmetszete 1807-ből

A beások a cigányok nagyobb csoportjától különvált, Közép- és Délkelet-Európa több országában szétszóródottan élő népcsoport. Az általuk lakott régióktól függően más népnévvel is nevezik önmagukat vagy illetik őket, melyek közül a legelterjedtebb a rudari.
A beások legfőbb jellemzői a román anyanyelvük minden országban, ahol élnek, és hagyományos foglalkozásuk, a különféle fatárgyak készítése. Egy úgynevezett „rejtett kisebbséget” alkotnak abban az értelemben, hogy nem lett belőlük nemzet, egyetlen országban sem ismerik el hivatalosan, nincs vagy alig van értelmiségi rétegük, nem nagyon képviselik hivatalosan saját csoportjukhoz tartozó személyek, és következésképpen nincsenek jelen vagy kevéssé vannak jelen a közéletben.
Ez a népcsoport csak az 1990-es években vált mélyreható antropológiai, néprajzi és nyelvészeti kutatások tárgyává, és a vele kapcsolatos ismeretek még hiányosak. Ettől az időszaktól kezdve vehető észre a beások sorában, régiónként különböző fokon, identitásuk erősödésének a folyamata, mely főleg civil szerveződések vagy az írásbeliség megalkotásának útján nyilvánul meg.

## A beásokat megemlítő források és a velük foglalkozó kutatások történeti áttekintése
Kevés beásokról szóló régi írott forrás létezik. Először egy román, 1620. szeptember 20-án keltezett dokumentumban történik róluk említés, amelyet Gavril Movilă  havasalföldi fejedelem intézett a Cozia kolostornak. Ebből kitűnik, hogy előbb is jelen voltak beások az országban.
Luigi Ferdinando Marsigli császári ezredes a 17. század vége felé tett erdélyi utazásáról szóló írásában románul beszélő és ortodox vallású aranymosó romákról is beszámol, akiket gazdagoknak és tisztáknak lát. Az aranymosás régi beás foglalkozás volt, amelyet egy idő után elhagytak.
Dimitrie Cantemir Moldvában élő aranymosó cigányokról ír 1714-ben.
A 18. század első feléből származó erdélyi dokumentumokban fellelhetők famunkára és aranymosásra utaló családnevek: 1735-ből egy boszorkányságért elítélt Kalános nevű asszonyé; 1737-ből a Kalános és Lingurar (románul „kanalas”) nevek az aranymosó cigányok összeírásában; az 1744-es, a kamara sátoros taxás cigányainak összeírásában a Bojásul név (a „beás”-nak megfelelő román szó első ismert előfordulása); az 1746-os, 1749-es és 1752-es összeírásokban e név más változatai is, viselőik kanalas foglalkozásával együtt, valamint a Linguráru név is.
Augustini Ab Hortis Sámuel Szepes vármegyei evangélikus lelkész 1775-1776-os cikksorozatában olyan kanalasokról ír, akik nyáron aranymosással foglalkoznak.
1778-ban Friedrich Wilhelm von Bauer német utazó könyvében három csoportra osztja a havasalföldi romákat, közülük az egyik a rudar-ok lévén, akiket aranymosókként és ácsokként mutat be.
1788-ban a Habsburg Birodalom szolgálatában álló Stephan Ignaz Raicevich olasz nyelvű könyvében számol be külföldiként először havasalföldi és moldvai kanalasokról.

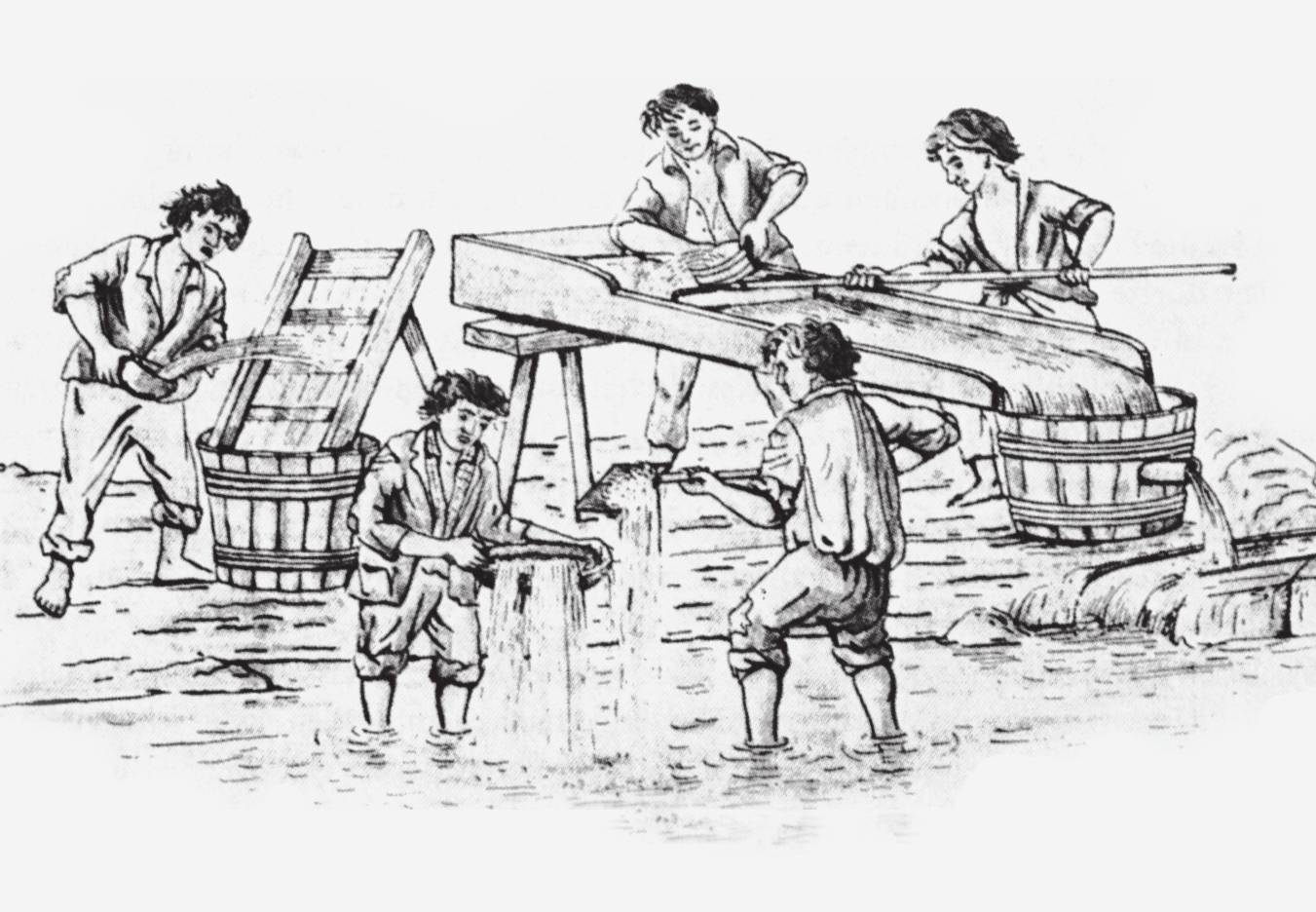
Aranymosó beások (1850-körüli rajz)

Egy szerb szerző, Spiridon Jović, 1835-ben megjelent könyvében azokról a cigányokról is ír, akik a szlavón katonai határőrvidéken éltek, és melyek egy része fatárgyakat, főleg teknőket készített.
1836-ban megjelent román nyelvkönyvében és szótárában Andreas Clemens nagyszebeni evangélikus lelkész többek között Löffelzigeuner-nek („kanalascigány”) fordítja le a „băiaș” szót.
Egy 1837-ben kiadott francia nyelvű írásában Mihail Kogălniceanu, a moldvai fejedelem cigányainak csoportjairól írva két külön csoportként említi meg a rudar-okat vagy aranymosókat, és a kanalasokat. Ez utóbbiakat „a legcivilizáltabbak”-ként jellemzi.
Az első horvát szerző, aki beások jelenlétéről ír Szlavóniában, Ferdo Hefele tanító, a Zágrábi Vienac folyóiratban megjelentetett cikkében, 1890-ben.
Heinrich Renner német szerző Boszniáról szóló 1897-es könyvében az ottani karavlachokról is ír. Ez a beások egyik népneve.
Az első, a beásokkal foglalkozó tulajdonképpeni kutatások a 20. század elején kezdődtek, és csak szórványosan folytatódtak az 1990-es évekig. Foglalkozott a témával Teodor Filipescu (1906), Isidor Ieșan (1906), Gustav Weigand  (1908), Tihomir R. Đorđević (1911), Constantin S. Nicolăescu-Plopșor (1922), Martin Block (1936), Emil Petrovici  (1938), Ion Chelcea (1944), M. R. Barjaktarović (1964), Ion Calotă (1974) stb.
Az antropológiai, néprajzi, etnoszociológiai és nyelvészeti kutatások 1990 után fokozódtak (lásd a Források szakaszt), amikor megnövekedett a kisebbségek iránti érdeklődés általában, de a beásokhoz fűződő kérdések egyelőre csak részben tisztázódtak.

## Történetük
Források hiányában a beások történetéről több a feltételezés, mint a bizonyosan állítható adat.
Eredetükre vonatkozóan az első velük foglalkozó szerzők románoknak tekintették őket. Chelcea (1944) ismeretlen eredetű, sem nem roma, sem nem román népet látott bennük. Ugyancsak kétségbe vonta roma eredetüket Block (1936). 21. századi szerző is van, a francia Marcel Courthiade , aki nem fogadja el a beások roma származásáról szóló nézetet. Szerinte ezek moesiai romanizált lakosok lettek volna, akik egy része a mai Románia területére vándorolt volna be. Ellenben a kutatók többsége, Đorđević (1911), Petrovici (1938) és Barjaktarović-tól (1964) kezdve a roma eredetüket állítja.
Azt feltételezik, hogy a beások a romák külön ágává az Erdélyi-középhegységben váltak, ahol rabszolgákként aranyat bányásztak román bányászokkal együtt a 16. század végéig. Erre utal a román băieș/băiaș szó, amely abban az időben a bányászok általános román neve volt Erdélyben. A szó a baie szóból képződött, amely eredete a magyar „bánya” szó. A rudar-ok népnév ugyancsak erre a foglalkozásra utal, mivel a szláv ruda „érc” szóból ered. Feltételezhetően egy kétnyelvűségi időszak után nyelvcsere történt, a beások elhagyták a roma nyelvet és áttértek a románra. Románián kívüli nyelvjárásaik bizonyos vonásainak alapján pontosabban körülírott eredeti területük a Körös-vidék délkeleti része, a Bánság északkeleti csücske és a Körös-vidék délnyugati csücske lenne.
A beások több irányban kezdtek vándorolni: délnyugat felé a mai Magyarország déli, Szerbia északi és Horvátország északi részére, dél felé Havasalföldre és Bulgáriába, valamint kelet felé Moldvába. Ez a vándorlás a 16. század vége felé kezdődhetett. Folytatták az aranyhoz kötött foglalkozásukat, amelyhez utólag a fafeldolgozást is hozzáadták. A Dunától délre fekvő területről egy részük visszajöhetett Havasalföldre, ahonnan elhozták a bulgáriai népességektől átvett gurban-t (lásd lentebb a Szokásaik, népművészetük, vallásuk szakaszt) és egyes olyan bolgár szavakat, amelyek Olténiában csak az ő beszédükben maradtak fenn.
A román fejedelemségekben a beások rabszolgák voltak, mint a romák általában, az 1855-ben (Moldvában) és 1856-ban (Havasalföldön) bekövetkezett teljes felszabadításukig.
Felszabadulásuk után újabb, nagyobb vándorlási hullám indult meg, és a beások egész Délkelet- és Közép-Európában szóródtak szét.
Bulgáriába főleg a felszabadulásuk után kerültek.
Szerbiai levéltárakban léteztek a 20. század elején a 19. század első feléből származó olyan dokumentumok, amelyek a rabszolgaságtól menekülő beás csoportok betelepüléséről tanúskodtak. 1938-ban, Nyugat-Szerbiában, Emil Petrovici „elrománosodott cigányok”-ra bukkant, amint ő nevezte őkét. Ezeket nyelvjárásuk alapján mint a Havasalföldről származókként azonosította. Mielőtt ideértek volna, vélhetően egy ideig a Bánságban élhettek, amint nyelvjárásuk egyes hangtani vonásaiból kitűnik.
Magyarország mai területén a beások többsége 1893 és 1918 között telepedett le, de bevándorlásuk a két világháború között, sőt a második világháború utáni néhány évben is folytatódott. Többségük a Dunántúl déli részén él, de keleten, a Tisza mentén is vannak (az úgynevezett „ticsánok”), akikről vannak anyakönyvi adatok 1878-tól kezdve.
A Magyarországgal határos mai Horvátország északi részére a 19. század közepe felé kerültek beások.
Kisebb számban Szlovéniába és Szlovákiába is érkeztek beások ugyanazzal a bevándorlási hullámmal, mint Magyarországra és Horvátországba.
Ugyancsak kis számban a 19. században a Balkánon délebbre is jutottak el beások, Macedóniába és Görögországba, valamint Besszarábiába és Ukrajnába is. Még az Amerikai Egyesült Államokba is kerültek a 19. század végén és a 20. elején, ahol Ludar néven ismerik őket, és Kolumbiába is. Az 1960-as évektől kezdődően vendégmunkásokként is mentek beások a volt Jugoszláviából Németországba, Ausztriába, Franciaországba, Spanyolországba, Portugáliába, Olaszországba és Ciprusra.
A második világháború alatt a beásokat is üldözték, mint a romákat általában. Léteznek dokumentumok a német megszállók által Szerbiában elkövetett tömegkivégzésekről, valamint hasonló atrocitásokról a Független Horvát Állam hatóságai részéről. Szerbiában kutatók feljegyeztek olyan elbeszéléseket, melyek szerint belgrádi táborokba zárt beások úgy menekültek meg, hogy zsidó fogolytársaik tanácsára románoknak mondták magukat, vagy falvakban úgy, hogy szerb lakosok szavatolták, hogy a beások nem cigányok, hanem románok.

## Számuk
A beások számáról nincsenek pontos adatok, főleg azért, mert hivatalosan általában a romák közé sorolják őket.
Szerbia az egyetlen ország, ahol népszámláláskor a beások azoknak vallhatják magukat. Először ez 2011-ben volt lehetséges. Akkor a beás etnikumhoz tartozónak vallotta magát 80 személy, ami nem tükrözheti a valóságot. Az tapasztalható ugyanis, hogy vlach anyanyelvűeknek 43 095-en vallják magukat, de vlachoknak csak 35 330-an (7 765 személynyi különbség), és romáknak vallják magukat 147 604-en, de romani anyanyelvűeknek csak 100 668-an (46 936 személynyi különbség). Lehetséges, hogy vannak beások is a különbségekbe foglalt személyek között, annál is inkább, mert az országban sok helységben laknak beások, keleti részében pedig egyes falvakban többségben vannak.
A „beás” nép- és nyelvnév a magyarországi 2011-es népszámlálás adataiban is jelen van, de csak zárójelben a „romani” terminussal együtt a „cigány” terminus mellett. Ezek szerint Magyarországon 308 957 cigány (romani, beás) él, közülük 54 339-nek a romani vagy a beás az anyanyelve, és 61 143 használja e nyelvek egyikét vagy másikát családi és baráti körben.
Más országokban a beások nem jelennek meg hivatalos dokumentumokban, mivel nem ismerik el őket a romák csoportján kívül. Ezekben is számuk a népszámlálások adataiban jelentkező különbségekben lehetnek, legalábbis részben. Bulgáriában a magukat romának vallók (320 761 személy) közül 1 837-nek, bevallása szerint, román az anyanyelve, de kutatók becslései szerint néhány tízezer beás élhet az országban. Itt is léteznek olyan falvak, ahol a lakosság többsége beás.
Horvátországban 2011-ben 16 975 romát regisztráltak, és ezek közül 14 369 vallja romaninak az anyanyelvét. (2 606 személynyi különbség). Másrészt 955 személy román anyanyelvűnek vallja magát, de csak 435 románnak. Itt a beások száma valójában 10–20 ezerre lenne tehető.
Szlovákiában csak néhány százra becsült a beások száma.
Romániában 621 573 roma jelenik meg az adatokban, és közülük 342 674 vallja a románt anyanyelvének.

## Népneveik
A beásokat több népnévvel ismerik, melyek közül nem mindegyiket használják ők maguk is. Van olyan népnév is, amely saját egyes beás közösségekben, de nem saját másokban.
Romániában băieși vagy băiași a nevük Erdélyben, băniași a Bánságban, rudari Olténiában és Munténiában, aurari „aranymosók” vagy lingurari „kanalasok” Moldvában. Olténiában még az albieri „teknősök”, rotari „bognárok” és corfari „kosárkészítők” elnevezések is fellelhetők.
Bulgáriában főleg rudari a népnevük, olykor a ludari változattal, de a lingurari, kopanari (< kopanka „teknő”), vretenari (< vreteno „orsó”), aurari és baesi elnevezések is léteznek.
Szerbiában ez a népcsoport a banjaši, lingurari, kašikari (< kašika „kanál”) koritari (< korita „teknő”) vagy rudari népnevekkel ismeretes. Ezen országban még a karavlasi (egyes számban karavlah, ami törökül „fekete vlach”-ot jelent) elnevezés is használatos. Ez az általános Bosznia-Hercegovinában.
Horvátországban a bajaši és a ludari népnevek élnek, amelyek két különböző nyelvjárású csoportot jelölnek.
Szlovákiában a bajáši, a bjaši és a korytári (< koryto „teknő”) neveket ismerik.
A régebbi kutatók körében is több népnevet használtak a beásokra. Emil Petrovici „elrománosodott cigányok”-ról beszélt. Szerb kutatóknál a posavski Rumuni „posavinai románok”, vlaški Romi „vlach romák”, rumunski Romi „román romák”, vlaški Cigani „vlach cigányok”, Cigani vlaškog jezika „vlach nyelvű cigányok”, Cigani Rumuni „román cigányok”, rumunski Cigani „román cigányok”, Cigani Karavlasi „karavlach cigányok” terminusok találhatók. Szlovákiában volt szó „románul beszélő cigányok”-ról és „román teknővájók”-ról.
A kutatók sorában ingadozás van egy általános népnév kiválasztását illetően, de van törekvés a legmegfelelőbb megtalálására. A román kutatók a rudari terminust használják a romániaiakra és a bulgáriaiakra, valamint a bolgárok is ezt használják. Saramandu (1997) „román ajkú cigányok”-ról ír. A szerb szakirodalomban a banjaši népnév általánosítására van törekvés (lásd a Banjaši na Balkanu: Identitet etničke zajednice kötetet). Ennek megfelelően a Vajdasági Román Kulturális Intézet által román nyelven kiadott Piramida folyóirat beásokkal foglalkozó különszámában a băieși az általánosan használt terminus. Ezeknek megfelel a magyar, a horvát és a szlovák szakirodalmakban használt „beás”, bajaš, illetve bajáš. Az angol nyelvű irodalomban előfordulnak a Boyash, Bayash, Banyash, Bunyash és Beash népnevek, amelyeket angol alakban használnak a francia nyelvű irodalomban is. Ebben ezek mellett megtalálhatóak még a Béaches és a Bayaches terminusok is. Ezek szerint a „beás”-nak megfelelő változatok a legelterjedtebbek kutatói körökben általános népnévként, akkor is, ha ez nem saját népneve e népcsoport minden tagjának. Ezt az újabb angol nyelvű tudományos publikációk is megerősítik, amelyek kifejezetten boyash studies-ra hivatkoznak.

## Életmódjuk
Miután elhagyták az aranymosást, a beások mindenféle fatárgyak (szekerek, kerekek, szövőszék-alkatrészek, teknők, edények, kanalak, orsók stb.) készítésére szakosodtak. Minden kutató szerint ez volt a főfoglalkozásuk a mai Románia területén maradottaknak is, és az azokban az országokban élőknek is, ahova kivándoroltak. A második világháborúig általában földbe vájt vagy másféle kunyhókban, erdőkben vagy azok szélén laktak, ahonnan beszerezték a faanyagot, és ahol fel is dolgozták. Lakóhelyeik ugyanakkor falvakhoz közel voltak. Részben nomád életet éltek, abban az értelemben, hogy le voltak telepedve, de a többé-kevésbé közeli helységekbe jártak termékeiket eladni vagy elcserélni. Hagyományos foglalkozásuk egyes fentebb felsorolt népneveikből is kitűnik. Egyes családnevek is visszaadják ezt, például Magyarországon Lingurár, Kanalas, Kalányos vagy Orsós.
A háború után életmódjuk többé-kevésbé, a körülményektől függően megváltozott. Általában falvakba költöztek, de a többségi lakosság házaitól elkülönítve. Olténiában az ilyen telepet a rudar szóból képzett rudărie szóval nevezik.

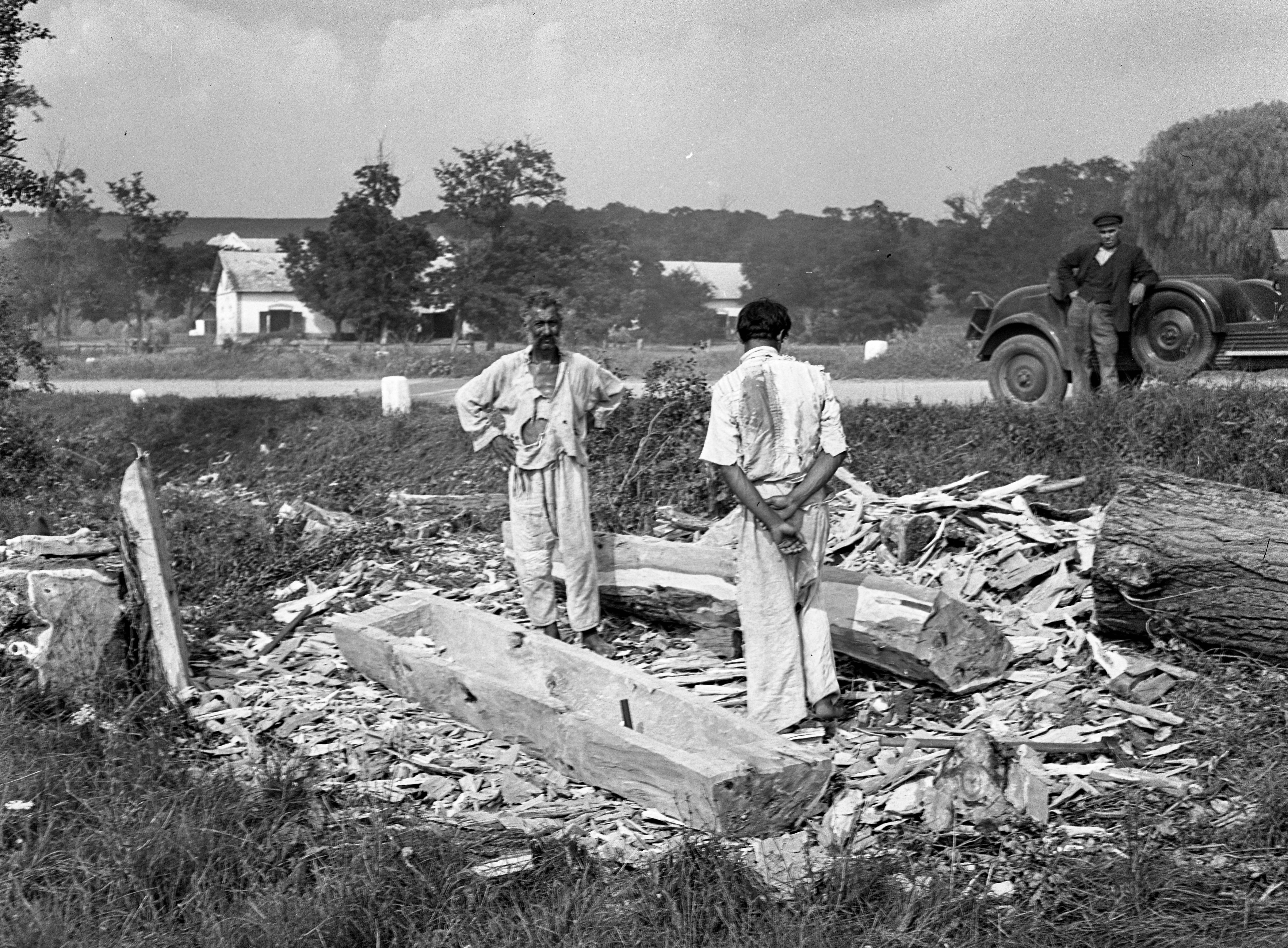
Teknővájó cigányok, 1944

Különböző okokból a beások hagyományos mestersége elkezdett hanyatlani. Romániában részben bérezett munkahelyekre vonták be őket, részben folytatták mesterségüket. Bulgáriában egy részüket kivándorolt törökök elhagyott házaiba telepítették, földet kaptak, földművesek lettek, majd a kollektivizálás után ipari munkások, ebben az országban általában „különféle gazdasági kontextusokhoz való alkalmazkodó képességet” mutatva. Magyarországon is lettek belőlük mezőgazdasági vagy ipari, többnyire segédmunkások. Szerbiában az előbbiekhez hasonló szociális jelenségek mellett létezett és még mindig létezik körükben a nyugat-európai vendégmunka.
Más oka a beások hagyományos foglalkozása hanyatlásának a termékeik iránt való kereslet csökkenése. Ezeket műanyag vagy ipari módszerekkel gyártott fatárgyak váltják fel folyamatosan.
Az írásbeliség és az iskola nem részei a roma hagyományoknak, és a beások sem képeznek kivételt ez alól. Például Magyarországon „1945 előtt a cigány gyerekek fele járt néhány évig iskolába, a 90-es évek második felében a 15–19 éves cigány fiatalok általános iskolai végzettsége már alig mutat elmaradást a megfelelő korúak összességétől. Az olló a közép- és felsőfokú végzettségűek körében nyílik meg, különösen alacsony a cigány fiatalok aránya az érettségit adó középiskolában.”
Az 1990 után bekövetkezett gazdasági változások következményeként a beások azok között voltak, akiket leginkább sújtotta a munkanélküliség, mivel alacsony volt az iskolázottsági és szakképzettségi szintjük. Azok esetében, akik a hagyományos foglalkozásukból szeretnének megélni, ennek űzését az is gátolja, hogy nehezen jutnak faanyaghoz, mivel nem rendelkeznek erdőkkel, és pénzük sincs fát vásárolni. Romániában vannak olyan beások, akik fával dolgoznak, de inkább annak többnyire törvénytelen kitermelésével, szállításával és eladásával foglalkoznak. Egyeseknek van szekere és lova, esetleg láncfűrésze. Ezek kitermelik és kiszállítják a fát az erdőből. Néhány gazdagabbnak van teherautója, amivel leszállítják a síkságra és eladják, a szegényebbek pedig, akiknek szekerük sincs, két kezükkel dolgoznak a többieknek. Más beások napszámban dolgoznak földműveseknek. Különböző országokban a munkanélküli beások szélsőséges szegénységben élnek.
Mindezek ellenére a hagyományos mesterség nem halt ki teljesen. Olténiában egy kutató 2007-ben talált néhány kanalast és orsóst. Erdélyből is jeleztek kanál-, kosár- és seprűkészítést beások által. Bulgáriában is találkozott egy kutató orsókat készítő idős asszonyokkal. Szerbiában, 2005-ben, a Nagy-Morava völgyében fekvő Orašje és Plažane falvakból sokan dolgoztak külföldön, de az otthon maradottak még készítettek orsókat és kanalakat, és életkörülményeik viszonylag jók voltak. A magyarországi ticsánok között egyesek kosarak és más vesszőből készült tárgyakra szakosodtak. Szlovákiában egy kutató adatközlője 1999-ben elkezdett teflonos edényekben használandó faeszközöket készíteni.
Ami a házasságot illeti, a beások hagyományosan endogámiában élnek. Ezt csak kivételesen szegik meg, viszonylag nem régóta, és inkább a többségi lakosság irányában olyanok, akik életmódja hasonló a többségiekéhez. Ennél még ritkábban fordulnak elő beás–roma házasságok.

## Szokásaik, népművészetük, vallásuk
A bulgáriai, szerbiai és Romániában az olténiai és munténiai beásoknál élt még 2000 után is a gyógyítási szándékkal vagy bizonyos ünnepek keretében megtartott szertartásos állatáldozás. Az áldozás, a velejáró tor és a feláldozott állat neve románul curban vagy gurban. A beások az utóbbi változatot használják. A szó közvetlenül az oszmán-török kurban-ból származik, amit a balkáni népek vettek át a szokással együtt, akár muzulmánok, akár ortodox keresztények voltak. A szó eredete a Tórában található קרבן korban héber szóig megy vissza, amely már ebben is állatáldozást jelentett. Betegséghez kötötten a szokás hagyományosan egyéni volt. Elhívtak a beteghez egy erre hivatott căzătoare-t („eleső asszony”), aki úgymond transzba esett, és ebben az állapotban șoimane-nak nevezett nőnemű démoni lényekkel beszélt, azután pedig megmondta a betegnek, melyik napon kell bemutatnia az áldozatot, és hogyan folyjon le a szertartás. Ezt a betegnek minden évben ugyanazon a napon kellett elvégeznie élete végéig. Egy szerbiai terepen végzett kutatásból kitűnik, hogy ez a szokás ilyen formában élt még viszonylag rövid idővel azelőtt. Később a dátumot maga a beteg határozta meg, egy álom nyomán. A szokás e változatát jegyezték le Olténiában is. Általában egy fehér bárányt vágnak le, és ez nem mindig gyógyító szándékkal történik, hanem egy ünnep alkalmával, a legtöbb beás közösségben Szent György napján. A szokást az ortodox vallási gyakorlatba integrálták, a bárányt azzal azonosítva, amelyet Ábrahám próféta áldozott fel fia helyett.
Olténiában feljegyezték azt is, hogy a beások erősebben hisznek az ursitoare-ban (szülés után megjelenő női lények, akik a gyerek jövendőjét mondják meg), mint a románok. Ezekhez hasonlóak magyarországi beás mesékben is megjelennek uringye vagy urszîngye névvel.
A temetkezési szokások keretében Szerbiában feljegyezték a holtaknak szánt pallók építését a helységen átfolyó patak fölé.
A házassági szokásokat illetően egyes, a Nagy-Morava völgyében található közösségekben még megvan a lányért való fizetés hagyománya.
A kelet-szerbiai beások népművészetében a mindenféle nőnemű mitikus lényekről, elásott kincsekről, a kígyók császáráról, vámpírokról szóló mesék dominálnak, mint a szerbek és a Timok-völgyi románok népművészetében is. Például megtalálható náluk is a tündérek segítségével elnyert vitézi erőnek a megszerzése, amely általános balkáni motívum, a beásoknál azzal a különbséggel, hogy ezt a személy nem a tündérek tejének a szopásával nyeri el, hanem ezek a szájába fújnak.
A beások vallása általában ugyanaz, mint a többségi népességé: ortodox Romániában, Bulgáriában, Szerbiában és Boszniában, római katolikus Magyarországon. Horvátországban az előbb odaérkezettek is katolikusok, mint a szomszédos magyarországi régióban, viszont mások, akik később vándoroltak be oda Boszniából vagy Szerbiából, ortodoxok. Az 1990-es évek óta egyes beások újprotestáns felekezetekhez térnek át.

## Identitásuk kérdése
Az 1989 utáni rendszerváltások és demokratizálódási folyamatok következményeként Közép- és Délkelet-Európában lehetséges lett a nemzeti identitások hangoztatása, annak ellenére, hogy a globalizáció is erősödik. Ezen körülmények között az „etnicitás-építés” is felerősödött azon etnikumok esetében, amelyek nem lettek nemzetekké, ideértve a romákat és egy olyan hozzájuk sorolt csoportot is, mint a beások. Ezek elitjében megjelent az az eszme, hogy etnicitásuk megerősítése útján lehetséges jogaikat kiharcolni és érdekeiket érvényesíteni.
Akárcsak minden etnikum esetében, a beásokéban is felmerül annak a kérdése, miképp határozzák meg önmagukat, hogyan határozzák meg őket a többiek és, ezeken belül, az államok hatóságai.

### Önmeghatározásuk
A beások önmeghatározása nem egységes. Először is meg kell különböztetni az egyszerű emberek önmeghatározását az elitekétől.
Az egyszerű beások körében is különbözik az önmeghatározás egyrészt a romániaiak és az ezen országon kívüliek között, másrészt a Románián kívüli minden egyes országban élők között, és még egyazon országon belül is vannak különbségek közösségek között. A közös vonás az, hogy az egyszerű beások többsége visszautasítja a roma identitást, azon az alapon, hogy nem beszélik a romani nyelvet, hogy már régen elhagyták a többi romáéhoz hasonló nomád életmódot, és hogy olyan mesterséget űztek, amelyet a többi roma nem. Ehhez még hozzáadják a többi romákéitól különböző szokásaikat és viseletüket. A roma identitás visszautasításának nem kimondott oka az is, hogy nem akarnak egy, a többség és a többi kisebbség által általában lebecsült emberi csoporthoz tartozni. A romákra „»terhelik« a többségi társadalom negatív sztereotípiáit, így a beások autosztereotípiái képessé válnak a pozitív önkép fenntartására”. Mégis előfordul hibrid önmeghatározás is. Paradoxonnak tűnhet például, hogy egyes nyelvjárásaikban, mint Magyarországon, a „férfi, férj” megfelelője a cîgan szó is, a „nő, asszony, feleség” pedig beásul cîgankă is.
Olténiában és Munténiában a beások általában rudar-oknak vagy románoknak mondják magukat. Népszámlálásokkor románoknak vallják magukat, bár egyes helységekben romáknak regisztrálják őket.
Bulgáriában rudar-okként mutatkoznak be, sokuk a román identitást adva ehhez. Az idősebbek ezt elsősorban anyanyelvükre hivatkozva teszik, azon fiatalok pedig, akiknek csak passzív román nyelvismeretük van, a szüleik anyanyelvére hivatkozva.
Szerbiában vannak olyan beás közösségek, ahol románoknak tartják magukat, még azok a fiatalok is, akik csak kevéssé ismerik a nyelvet, de vannak olyanok is, akik román cigányoknak nevezik magukat, mások, akik arra törekednek, hogy szerbeknek tekintsék őket, és megint mások, akik a romákkal azonosulnak, részt véve ezek szervezeteinek a tevékenységeiben.
Boszniában a beások általában vagy karavlachoknak érzik magukat (egy külön csoporthoz tartozás tudatának alapján), vagy szerbeknek (a szerbekkel közös ortodox vallásuk alapján), vagy románoknak, az anyanyelvük alapján.
Magyarországon nyelvjárásuk szerint három beás csoport van: „árgyelánok” (erdélyiek), „ticsánok” (tiszamentiek) és „muncsánok” (munténiaiak). Az első két csoporthoz tartozók beásoknak mondják magukat, a harmadikhoz tartozók pedig cigányoknak. Az általa vizsgált Baranya megyei Mánfa községben Pálmainé Orsós Anna felmérésének adatai szerint a megkérdezettek 67%-a beásnak, 23%-a beásnak és magyarnak, 10%-a pedig magyarnak vallotta magát.
Horvátországban egyesek beásoknak nevezik magukat, mások a nyelven keresztül határozzák meg magukat, egy részük azt mondván, hogy románul beszélnek, más részük azt, hogy cigányul. Van még egy másik csoport is, akik ludari-nak nevezik magukat.
Szlovákiában az idősebb beások románoknak vagy beásoknak vallják magukat, illetve magukévá teszik a külső korytári („teknővájók”) népnevet, a középső nemzedékbeliek románoknak, a fiatalok pedig szlovákoknak, esetleg magyaroknak mondják magukat.
A beások elitjeinek sorában is vannak különbségek országonként az önmeghatározás terén. A bulgáriaiak általában visszautasítják a roma identitást, viszont a horvátországiak és a magyarországiak nem, de ugyanakkor kihangsúlyozzák a beások jellegzetességeit. Ez az általuk használt „beás romák/cigányok” szókapcsolatból is kitűnik.

### Eredetmitológiájuk
Fontos eleme az önmeghatározásnak az eredetmitológia. A beásoké nem egységes, és befolyásolják homályosan hozzájuk jutott tudományos vagy áltudományos nézetek is. Belőle is kitűnik közös elemként a roma identitás elutasítása.
Az egyik olténiái beásoktól hallott állítás az, hogy ők egyenesen a dákoktól származnak. Egy másik, ugyancsak Olténiában feljegyzett mítosz népi etimológián alapszik, mely szerint a rudar szó a román rudă „rokon” szóból eredne. Amikor a románok kimentek a Bábel tornyából, egyesek azt kérdezték volna, hogy Śińe vińe [ku noj]? („Ki jön [velünk]?”), és erre a válasz az lett volna, hogy Păi și rudele noastre, rudarii („Hát a rokonaink, a rudar-ok is”).
Bulgáriában feljegyezték a trák eredet hitét. Szintén ott, népi etimológia alapján, mely szerint a rudar szó a szláv rod „klán” szóból eredne, az a nézet jelent meg, hogy a rudar-ok a Balkánra betelepülő első bolgár klánok leszármazottai lennének. Ugyancsak Bulgáriában feljegyezték a beások hagyományos foglalkozásának a mitikus magyarázatát. Úgy hangzik, hogy amikor Krisztust keresztre feszítették, senki sem akarta elkészíteni a keresztet. Végül egy beás jelentkezett erre, minekutána elátkozták őket arra, hogy örök időkig csak fafeldolgozással foglalkozzanak.
Szerbiában általános elemként jelenik meg a Romániából való jövetel. Szóba kerülnek a Kárpátok, a Duna és Bukarest. Egy adatközlő szerint faluját két beás fivér alapította, akik 1786-ban Temesvárról kerültek oda a Dunán átkelve. Feljegyeztek földrajzi tévedéseket tartalmazó távolabb fekvő eredeti helyekről szóló mítoszokat is: a grúziai Bukarest, az indiai Kárpátok. Létezik egy berber eredetről szóló mítosz is.
A Boszniai karavlachok között a Petrović Đorđe Karađorđe-tól való származás legendája kering.
A beásoknál nincs meg a minden országra kiterjedő együvé tartozás tudata, de mégis tudatában vannak közeli vagy távolabbi közösségek létezéséről, melyekkel különféle típusú kapcsolatokat tartanak fenn, úgynevezett „mentális kontinuitást” vagy „mentális hálózatot” alkotva. Ez olykor országok között is megvan, például Horvátország és Magyarország között.

### Külső meghatározásuk
Minden országban, ahol beások élnek, a hatóságok, a többségi népesség és a többi nemzeti és etnikai kisebbség általában a romák közé sorolja őket. Azonban vannak esetek, amikor a többségiek tesznek valamennyire különbséget más romák és beások között, kevésbé becsülvén le az utóbbiakat.
A beások külső meghatározását illetően kivétel az, hogy az egyszerű romani nyelvű romák szemszögéből a beások nem romák. Olténiában a rudar-okat a kasht „fa” szóból képzett kashtalo-nak hívják, és állításukat ugyanazokkal az érvekkel támasztják alá, mint a beások: más anyanyelv, más hagyományos foglalkozás, más szokások (például a gurban hiánya a romani nyelvű romáknál). Ugyanakkor, mivel a romani nyelvű romák szerveződési szintje magasabb, ezek elitjei arra törekednek, hogy a beásokat is közéjük vonják. Ez észrevehető például Horvátországban, ahol a roma szervezetek hatására vannak beások, akik romának vallják magukat.

## Szerveződésük
A beások etnicitása országonként különböző fokon érvényesül. Ehhez hozzájárul az is, hogy mennyire képviselik őket saját politikai és civil szervezetek.
A legmagasabb fokú beás szerveződés Bulgáriában tapasztalható. Van egy pártjuk, a Haza Pártja, amely révén helyi szinten képviselik érdekeiket, például részt véve politikai szövetségekben az önkormányzati választásokon. Van egy ERA nevű egyesületük is, amely népművészetükkel foglalkozik, fiatalokat küld Romániába tanulni, megpróbálja bevezettetni a román nyelv oktatását fakultációkent az állami iskolákba.
Horvátországban is vannak beás egyesületek.
Magyarországon is vannak helyi roma szervezetek, amelyek beásokat is foglalnak magukba, de itt a beás etnicitás inkább a nyelv és a kultúra szintjén érvényesül (lásd lentebb A beás nyelv sztenderdizálása szakaszt). Többek között a beások himnuszt is választottak.
Romániában a beások szerveződése viszonylag alacsony fokú. Példaként meg lehet említeni a Vâlcea megyei Asociația Rudarilor Valea lui Stan-t (Valea lui Stan Rudar Egyesület). Szerbiában a helyzet hasonló. 2004-ben Belgrád Ripanj külvárosában létezett egy, a beások kultúrájával foglalkozó egyesület, amely kapcsolatot keresett szerbiai román szervezetekkel.

## Nyelvük

### A beások viszonyulása nyelvükhöz
Anyanyelvük román létének tudata jelen van Románián kívüli beás közösségekben, de nem mindegyikben. Ez abból tűnik ki, ahogyan azt határozzák meg, miképp beszélnek. Bulgáriában és Szerbiában általában azt mondják, hogy románul. Horvátországban is egyesek ezt állítják, mások meg azt, hogy cigányul beszélnek. Magyarországon a Dunántúlon beásnak nevezik nyelvüket, ellenben a ticsánok azt állítják, hogy románul beszélnek.
Az anyanyelv ismeretének foka nagyon magas Romániában, de más országokban nagyon változó. Ezekben majdnem minden beás legalább kétnyelvű, mivel a többségi népesség nyelvét is beszéli. Ez érvényes a magyar többségű erdélyi helységekre is. Kivételt képeznek az óvodába, iskolába nem járó gyerekek, amennyiben a családjuk beásul beszél otthon. Az összes kutató azt állapítja meg, hogy minél fiatalabbak és iskolázottabbak a beások, annál gyengébben ismerik a nyelvüket. Ennek oka az írásbeliség hiánya és az, hogy az iskolázás a többségi nyelven folyik. Egyéb ok az a tudat a beások körében, hogy anyanyelvüknek nincs gyakorlati haszna, bár ez alól is van kivétel. A Fekete-tenger bulgáriai partján felértékelődött a román nyelv tudása a sok román turista miatt.
Ami a beás nyelv használati területét illeti Románián kívül, ez a családi és a közösségi körre korlátozódik. Ezeken kívül olykor „titkos nyelv”-ként használják, amikor beszélői nem akarják, hogy megértsék őket nem-beások.

### A beás nyelvjárások egyes vonásai
A beások anyanyelve mindenütt a román. Romániában a helységük területi változatában beszélik, bár kisebb eltérésekkel, például Olténiában [ʃʲ]-vel a sztenderd román [t͡ʃ] helyett (pl. [ʃʲinʃʲ] „öt”, Magyarországon sjinsj, sztenderd román cinci), ami a bánsági román nyelvjárás sajátossága. Ugyanakkor lehetőségük van iskolában művelni a nyelv sztenderd változatát.
Románián kívül sok területi változat van, mivel a beások viszonylag kis csoportokban, a mai Románia különböző térségeiből vándoroltak ki, és nagy területen, különféle nyelveket beszélő népességek között szóródtak szét viszonylag egymástól elszigetelt közösségekben. Általában már nagy eltérés tapasztalható a beás nyelvjárások és a romániai román között, a hosszú ideje óta tartó elszigeteltségük miatt az utóbbitól.
Magyarországon két fő nyelvjárás különböztethető meg, a dunántúliak, amelyeket „árgyelán”-nak, illetve „muncsán”-nak neveznek. Ezt a két beás terminust átvették a kutatók, de a beszélők nem használják őket a saját csoportjukra, hanem a másikra. Ezeken kívül van még egy nyelvjárás, a ticsánoké.
Az árgyelán és a muncsán nyelvjárások megvannak Szerbiában is. A Dunától és a Szávától délre a muncsán dominál. A Dunától északra megvan az árgyelán és a muncsán is.
Horvátországban is beszélik ezt a két nyelvjárást, de a muncsán itt két továbbira oszlik: baranyai és ludar-féle.
Az árgyelán nyelvjárás a körös-vidéki román nyelvjárásra hasonlít, a muncsán pedig a munténiai románra. Mindkettőben érezhető a bánsági román nyelvjárás hatása, de ez erősebb az árgyelánban.
Az árgyelán nyelvjárásra jellemzőek például az alábbi hangtani elemek:
| Beszédhang    | Beszédhang         | Példa              | Példa                        | Példa                         | Példa                         | Példa    |
| Beás          | Sztenderd román    | Beás IPA átírással | Beás magyarországi átírással | Sztenderd román IPA átírással | Sztenderd román helyesírással | Fordítás |
| ------------- | ------------------ | ------------------ | ---------------------------- | ----------------------------- | ----------------------------- | -------- |
| [ɔ]           | [o̯a] kettőshangzó  | [flɔre]            | flaré                        | [flo̯are]                      | floare                        | virág    |
| [ɛ] magyar e  | [e] rövid magyar é | [mɛre]             | meré                         | [mere]                        | mere                          | almák    |
| [ʃʲ]          | [t͡ʃ] magyar cs     | [ʃʲapə]            | sjápă                        | [t͡ʃe̯apə]                      | ceapă                         | hagyma   |
| [ʒʲ]          | [d͡ʒ] magyar dzs    | [ʒʲiɲire]          | zsjinyiré                    | [d͡ʒinere]                     | ginere                        | vő       |
| [t͡ʃʲ]         | [t]                | [frat͡ʃʲe]          | frátyé                       | [frate]                       | frate                         | fivér    |
| [ɟ] magyar gy | [d]                | [vɛrɟe]            | vergyé                       | [verde]                       | verde                         | zöld     |

Megjegyzések:
1. Az [ɔ] és az [ɛ] magánhangzók azonosak a körös-vidéki román nyelvjárásbeliekkel.
2. A fenti mássalhangzók azonosak a bánsági román nyelvjárásbeliekkel.
3. A beás beszédhangok fonetikai átírása a Beás nyelvtan-ból[142] származik.
4. Ez a magyarországi átírás Pálmainé Orsós Anna szótáraiban található.

A muncsán nyelvjárás, főleg a ludar-oké, például abban áll közel a munténiai román nyelvjáráshoz, hogy a [t] és a [d] nem palatalizáltak.
A magyarországi ticsán nyelvjárás közelebb áll a körös-vidéki románhoz, mint az árgyelán.
A szókincs terén is a muncsán és az árgyelán közötti különbségek fedik részben a román munténiai, illetve körös-vidéki nyelvjárások közötti különbségeket. Például a teknőt a muncsánok albie-nak mondják, az árgyelánok trakă-nak. A muncsánoknak a kukorica poromb, az árgyelánoknak kukuruz.
A beások nyelvjárásai megőriztek archaizmusokat is, olyan elemeket, amelyek romániai nyelvjárásokban sincsenek már meg. Például a Baranya horvátországi részén élő muncsánoknál megmaradt a hangsúlyos [e̯a] kettőshangzó, amelyből a körös-vidéki román nyelvjárásban és az árgyelán beásban [ɛ] lett, a munténiai román nyelvjárásban és a sztenderdben [e]: vearde „zöld”, vorbeaște „beszél”, rumâneaște „románul”. Archaikus szó a beásban például az „él” igének megfelelő kusztă. Megfelelői az archaikus román a custa és a sztenderd román a trăi.
Románián kívül a beás nyelvjárásokat befolyásolják a többségi nyelvek, főleg a szókészlet terén. Ilyenek például azon fogalmakat megnevező szavak, amelyekkel csak a befogadó országban találkozhattak: rinder „rendőr”, tanár stb.

### Beás írásbeliség
Azt látván, hogy nyelvük veszendőben van, a beás elitek körében megjelent az az eszme, hogy kultúrájuknak írásosnak is kellene lennie, hogy művelni lehessen, jelen lehessen a médiában, tanítani lehessen iskolai környezetben, és ezúton járulhasson hozzá a beás identitás megőrzéséhez és megerősödéséhez. Igaz, hogy egyelőre ezt az eszmét csak Horvátországban és Magyarországon követi gyakorlat, a legintenzívebben az utóbbiban.

#### Magyarországon
A beás írásbeliség története 1982-ben kezdődött egy kisméretű beás–magyar szótárral, és megszakadt az 1990-es évekig.
1992-ben megjelent az első kétnyelvű énekeskönyv.
1993-ban a beás elnyerte hivatalosan a kisebbségi nyelvi státuszt és tanításának lehetőségét állami iskolákban is fakultációként.
1994-ben megjelent az első énekeskönyv második, bővített kiadása és egy mesegyűjtemény.
A gyűjtemények szövegeinek alapján megindult a beás nyelv sztenderdizálása, és már 1994-ben megjelent az első beás tankönyv. Ugyanabban az évben elkezdődött a beás nyelv tanítása a pécsi Gandhi Gimnáziumban.
1996-ban megjelent egy beás–magyar és magyar–beás szótár, majd 1997-ben két másik beás–magyar szótár. 1999-ben ezeket egy magyar–beás szótár követte.
2009-ben megjelent az első beás nyelvtan.
Az 1990-es évek vége felé és 2000 után folytatódott a népművészeti gyűjtemények kiadása, és a magyar irodalomból is megjelentek fordítások. Ugyanakkor a beás tankönyv újabb, javított kiadásokat élt meg. 2006-ban tíz iskolában tanították a beás nyelvet 1042 tanulónak, valamint a Pécsi Tudományegyetemen. 1996 óta állami nyelvvizsgát lehet tenni beás nyelvből, és az érettségi vizsgán is választható. 2011-től kezdve internetes tananyagok is vannak.
Magyarországon a beás nyelv sztenderdizálása az árgyelán nyelvjárás alapján történik, mivel ezt beszéli a legtöbb beás. Úgy tűnik, hogy a nyelv írása még nem végleges. A 2009 előtti kiadványok a magyar írásrendszert használták, a sztenderd román írásából átvéve az ă és az î betűket, az [ə], illetve az [ɨ] magánhangzók átírására. A 2009-es nyelvtan más, részben ettől eltérő írásrendszert javasol, de az internetes tananyagokban az első írásrendszer használatos.

#### Horvátországban
Itt a Romano akharipe – Graju alu căganjilor – Glas Roma (Cigányok hangja), amely 1994 és 1999 között jelent meg, beás szövegeket is tartalmazott. 2003-ban a folyóirat Graju alu căganjilor – Glas Roma címmel jelent meg újra.
Horvátországban 2005-ben adták ki az első beás nyelvű könyvet, egy katekizmust. Ugyancsak 2005-ben megjelent az első beás–horvát és horvát–beás szószedet segédeszközként a horvát nyelv tanítására azoknak a beás gyerekeknek, akik ezt nem ismerik.
A Zágrábi Egyetem bölcsészkarának romanisztikai tanszékén választani lehet a „Horvátországi beás romák nyelve – román beás nyelvjárások” tantárgyat.
Horvátországban a beások nyelvét a horvát nyelv írásrendszerével írják át, az ă és az î betűk hozzáadásával.

### Tanulmánykötetek
- (szerbül) Sikimić, Biljana. Banjaši na Balkanu: Identitet etničke zajednice (Beások a Balkánon. Egy etnikai közösség identitása). Belgrád: Balkánológiai Intézet. 2005 (a továbbiakban Banjaši na Balkanu). (Hozzáférés: 2017. május 20.)
- (angolul) Sikimić, Biljana – Hrisztov, Petko (szerk.). Kurban in the Balkans (A kurban a Balkánon). Belgrád: Balkánológiai Intézet. 2007. (a továbbiakban Kurban in the Balkans). (Hozzáférés: 2017. május 20.)
- (románul) Piramida. 2. sz. Băieşii în contextul sud-slav (Beások a délszláv környezetben). 2011. Vajdasági Románok Kulturális Intézete. (a továbbiakban Piramida). (Hozzáférés: 2017. május 20.)

### Szerzők szerint
- (angolul) Achim, Viorel. The Roma in Romanian History (A romák Románia történelmében). Budapest: Central European University Press, 2004. Az 1998-as román kiadás fordítása. (Hozzáférés: 2017. május 28.)
- (szlovákul) Ágocs Attila. Sociálna identifikácia Bajášov na Slovensku (A szlovákiai beások társadalmi identitása). Etnologické rozpravy. 2. sz. 2003. 41–53. o. (Hozzáférés: 2017. május 20.)
- Augustini Ab Hortis Sámuel. A magyarországi cigányok mai állapotáról, különös szokásairól és életmódjáról, valamint egyéb tulajdonságairól és körülményeiről. Wiener Anzeigen, 1775-1776.
- (szerbül) Barjaktarović, M. R. Oaza apatinskih Cigana (Prilog proučavanju Cigana u Vojvodini) (Apatini cigányok oázisa). Rad vojvođanskih muzeja. 12–13 sz. Novi Sad. 1964. 19–203. o.
- (franciául) Bauer, Friedrich Wilhelm von. Mémoires historiques et géographiques sur la Valachie, avec un prospectus d’un atlas géographique & militaire de la dernière guerre entre la Russie & la Porte Ottomanne (Történelmi és földrajzi emlékiratok Havasalföldről, földrajzi és katonai ismertetővel az Oroszország és az Oszmán Porta között lezajlott legutóbbi háborúról). Leipzig. 1778. (Hozzáférés: 2017. május 20.)
- Binder Mátyás. Beások, etnikai mobilizáció és identitás. Kisebbség-kutatás. 2. sz. 2009. (Hozzáférés: 2023. március 24.)
- (németül) Block, Martin. Zigeuner: ihr Leben und Seele (A cigányok: életük és lelkük). Leipzig: Bibliographisches Institut. 1936.
- (horvátul) Bunjac, Branimir. Prvi Romi u Općini Podturen (Az első romák Podturen községben). HRVATSKI POVIJESNI PORTAL. 2008.06.30. (Hozzáférés: 2017. május 20.)
- (románul) Calotă, Ion. Elemente sud-dunărene în graiul rudarilor din Oltenia (A Dunától délre fekvő területekről való elemek az olténiai rudar-ok nyelvjárásában). Dacoromania. Új sorozat. 2. sz. 1996–1997. Kolozsvár. 47–51. o. (Hozzáférés: 2017. május 20.)
- (románul) Calotă, Ion. Graiul rudarilor din Oltenia (Az olténiai rudar-ok nyelvjárása). Doktori értekezés összefoglalója. Craiova. 1974. 1–30. o.
- (románul) Calotă, Ion. Rudarii din Oltenia. Studiu de dialectologie şi de geografie lingvistică românească (Az olténiai rudar-ok. Román dialektológiai és nyelvészeti-földrajzi tanulmány). Craiova: Sibila. 1995.
- (románul) Cantemir, Dimitrie. Descrierea Moldovei (Moldva leírása). Bukarest–Chișinău: Litera Internațional. 2001. ISBN 9975-74-367-6. (Hozzáférés: 2017. május 20.)
- (románul) Chelcea, Ion. Rudarii. Contribuție la o „enigmă” etnografică (A rudar-ok. Adalékok egy néprajzi „rejtély”-hez). Bukarest: Casa Şcoalelor. 1944.
- (románul) Ćirković, Svetlana. Ursarii. O poveste biografică. (Medvetáncoltatók. Életrajzi elbeszélés). Piramida. 104–116. o.
- (németül), (románul) Clemens, Andreas. Walachische Sprachlehre nebst einem walachisch-deutschen und deutsch-walachischen Handwörterbuche (Román nyelvkönyv és román–német, német–román kéziszótár). 2. kiadás. Nagyszeben: Thierry, 1836. (Hozzáférés: 2017. május 28.)
- (románul) Costescu, Angela. Marginalizare socială în cazul unei comunităţi de rudari din judeţul Gorj, România (Egy Gorj megyei (Románia) rudar közösség a társadalom peremére való sodródása). Terra Sebus. Acta Musei Sabesiensis. 5. sz. 2013. 547–559. o. (Hozzáférés: 2017. május 20.)
- (franciául) Courthiade, Marcel. Les Rroms dans le contexte des peuples européens sans territoire compact (A romák a terület nélküli európai népek kontextusában). Jelentés. Strasbourg: Európai Tanács, 2003. (Hozzáférés: 2017. május 20.)
- (románul) Dicționare ale limbii române (A román nyelv szótárai) (Dexonline)
- (szerbül) Đorđević, Tihomir R. Vlaški Cigani u Srbiji (Vlach cigányok Szerbiában). Srpski književni glasnik. XXVII. kötet. 1911. Belgrád. 509–518., 604–614. o. (Hozzáférés: 2017. május 20.)
- (románul) Đorđević-Belić, Smiljana. Din folclorul băieșilor (A beások népművészetéből). Piramida. 78–89. o.
- (angolul) Dorondel, Ștefan. Ethnicity, state and access to natural resources in the southeastern Europe. The Rudari case (Etnicitás, állam és természeti forrásokhoz való hozzájutás Délkelet-Európában). Șerban, Stelu (szerk.). Transborder identities. The Romanian-speaking population in Bulgaria (Országhatárokat átszelő identitások. Román ajkú népesség Bulgáriában). Bukarest: Paideia. 2007. 215–239. o. (Hozzáférés: 2017. május 20.)
- (románul) Đurić-Milovanović, Aleksandra. Băieșii din Ripanj. (Ripanji beások). Piramida. 90–102. o.
- (románul) Filipescu, Teodor. Coloniile române din Bosnia. Studiu etnografic şi antropogeografic (Boszniai román települések. Néprajzi és földrajzi-antropológiai tanulmány). Bukarest: Román Akadémia kiadója. 1906.
- Fosztó László. Szorongás és megbélyegzés: a cigány–magyar kapcsolat gazdasági, demográfiai és szociokulturális dimenziói. Bakó Boglárka (szerk.). Lokális világok. Együttéles a Kárpát-medencében. Budapest: MTA Társadalomkutató Központ. 2003, 83–107. o. (Hozzáférés: 2017. május 20.)
- (románul) Fraser, Angus. Țiganii. Originile, migrația și prezența lor în Europa (A cigányok. Eredetük, vándorlásuk és jelenlétük Európában). Bukarest: Humanitas. 1998.
- (románul) Gheție Ion. Contribuţii la istoria trecerii lui ea la e (leage > lege). Prezența lui ea în Muntenia la începutul secolului al XVIII-lea. (Adalékok az ea-ról e-re (leage > lege) térés történetéhez. Az ea jelenléte Munténiában a 18. század elején). Limba română. XVII. sz. 1968. 501–508. o.
- Havas Gábor. A Baranya megyei teknővájó cigányok. Cigányvizsgálatok. Budapest: Művelődéskutató Intézet. 1982.
- (szerbül) Hedeșan, Otilia. Jedan teren: Trešnjevica u dolini Morave. (Kutatási terep: Trešnjevica a Morava völgyében). Banjaši na Balkanu. 13–106. o.
- Hegedűs Sándor. Huszonöt éves a beás írásbeliség. Barátság. 2. sz. 2007. 5303–5305. o. (Hozzáférés: 2017. május 20.)
- (románul) Ieșan, Isidor. Românii din Bosnia și Herțegovina în trecut și prezent (Bosznia-Hercegovinai románok a múltban és a jelenben. Arad: George Nichin nyomda. 1906.
- (szerbül) Jović, Spiridon. Etnografska slika slavonske vojne granice (A szlavón katonai határőrvidék néprajzi képlete). Belgrád: Čigoja štampa. 2004 (az 1835-ös német nyelvű eredeti fordítása). (Hozzáférés: 2017. május 20.)
- Kemény, István. A nyelvcseréről és a roma/cigány gyerekek nyelvi hátrányairól az iskolában. Szarka László – Sisák Gábor (szerk.). Nemzeti es etnikai kisebbségek Magyarországon a 20. század végén. Osiris – MTA Kisebbségkutató Műhely. 2001. 267–276. o. ISBN 963-379-537-0. (Hozzáférés: 2017. május 20.)
- (franciául) Kogălniceanu, Mihail. Esquisse sur l’histoire, les mœurs et la langue des Cigains, connus en France sous le nom de Bohémiens, suivie d’un recueil de sept cents mots cigains (A Franciaországban Bohémien-eknek ismert cigányok történelmének, szokásainak és nyelvének vázlata, melyet hétszás cigány szó gyűjteménye követ). Berlin: B. Behr. 1837. (Hozzáférés: 2017. május 20.)
- Komáromy Andor (szerk.). Magyarországi boszorkányperek oklevéltára. Budapest: Magyar Tudományos Akadémia, 1910.
- Kovalcsik Katalin. A beás cigányok népzenei hagyományai. Barna Gábor (szerk.). Cigány néprajzi tanulmányok. I. Salgótarján: Mikszáth Kiadó. 1993. 231-238. o. (Hozzáférés: 2017. május 20.)
- (angolul) Kovalcsik Katalin. Gurbane as a representation of traditional identity and culture in an oltenian rudar community. (A gurban mint a hagyományos identitás és kultúra ábrázolása egy olténiai rudar közösségben). Kurban in the Balkans, 109–135. o. (Hozzáférés: 2017. május 20.)
- Landauer Attila. Adalékok a beás cigányság korai történetéhez. Landauer Attila – Nagy Pál (szerk.). Írások a magyarországi beásokról. Gödöllő: Szent István Egyetem Gazdaság- és Társadalomtudományi Kar Cigány Néprajzi és Történeti Egyesület, 2009. (Hozzáférés: 2017. május 28.)
- Landauer Attila. A ticsánokról – kutatás közben. Adalékok a beás cigányság poroszlói és tiszafüredi történetéhez. Deáky Zita – Nagy Pál (szerk.). A cigány kultúra történeti és néprajzi kutatása a Kárpát-medencében. Budapest – Gödöllő: Magyar Néprajzi Társaság, Szent István Egyetem, Gazdaság- és Társadalomtudományi kar. 2010. 283–291. o. ISBN 978 963 88169 1 7. (Hozzáférés: 2017. május 20.)
- (olaszul) Marsili, Luigi Ferdinando. La popolazione di Transilvania composta di varie nazioni, di diverse lingue, religioni, usi e vestiti (Erdély különféle népekből álló lakossága, különböző nyelveikkel, vallásaikkal, szokásaikkal és öltözékeikkel). 1690-1691. Biblioteca Universitaria di Bologna Fondo Marsili ms. 15. fol. 38r.
- (angolul) Marushiakova, Elena – Popov, Vesselin. Myth as Process (A mítosz mint folyamat). Acton, T. (szerk.). Scholarship and the Gypsy Struggle. Commitment in Romani Studies (Iskolázás és harc a cigányokért. Elkötelezés a romológia mellett). Hatfield: University of Hertfordshire Press. 2000. 81–93. o. (Hozzáférés: 2017. május 20.)
- (angolul) Marushiakova, Elena – Popov, Vesselin. Gypsies (Roma) in Bulgaria [Cigányok (romák) Bulgáriában]. Frankfurt am Main: Peter Lang. 1997.
- (bolgárul) Mladenov, Maksim. Vlaskoto naszelenie v Balgarija. Razprosztranenie, proizhod i toponimija (Vlach népesség Bulgáriában. Területi eloszlása, eredete, helynévanyaga). Balgarska etnologija, különkiadás. 21. kötet. Szófia. 7–27. o.
- (franciául) Nagy Levente. La lutte pour un mot. Le problème du mot mal dans la linguistique hongroise et roumaine (Harc egy szóért. A mal szó kérdése a magyar és a román nyelvészetben). Zeitschrift für Balkanologie. 46. kötet. 2. sz. 2010. 203–218. o. (Hozzáférés: 2017. május 28.)
- (románul) Nicolăescu-Plopșor, Constantin S. Gurbanele. (A gurban). Arhivele Olteniei. 1. sz. 1. év. 1922. 35–40. o.
- Pálmainé Orsós Anna. Nyelvi helyzet, nyelvoktatás, nyelvtanárképzés. Vizsgálatok és gondolatok a beás nyelv megőrzésének lehetőségeiről. Ph.D. értekezés. Pécsi Tudományegyetem. 2006. (Hozzáférés: 2017. május 20.)
- (bolgárul) Pamporov, Alekszej. Romszkoto szemejsztvo. Aszpekti na vszekidnevnieto (A roma család. Hétköznapi aspektusok). Szófia: Effekt. 2004.
- (románul) Petrovici, Emil. „Românii” din Serbia occidentală. (A nyugat-szerbiai „románok”). Dacoromania – Buletinul „Muzeului limbii romane”. IX. kötet. 1938. 224–236. o.
- (angolul) Promitzer, Christian – Hermanik, Klaus-Jürgen – Staudinger, Eduard (szerk.). (Hidden) Minorities: Language and Ethnic Identity between Central Europe and the Balkans [(Rejtett) kisebbségek. Nyelv és etnikai identitás Közép-Európa és a Balkán között]. Berlin: Lit. 2009. ISBN 3643500963. (Hozzáférés: 2017. május 20.)
- (románul) Radosavljević, Petar. Privire de ansamblu asupra graiurilor băieșești din Croația. (A horvátországi beás nyelvjárások általános áttekintése). Piramida. 50–59. o.
- (olaszul) Raicevich, Stephan Ignaz, Osservazioni storiche naturali e politiche intorno la Valachia e Moldavia (Történelmi, természeti és politikai észrevételek Havasalföldről és Moldváról). Napoli: Presso Gaetano Raimondi, 1788. Accesat la 28 martie 2015. (Hozzáférés: 2017. május 28.)
- (németül) Renner, Heinrich. Durch Bosnien und die Herzegovina. Kreuz und quer (Bosznia-Hercegovinán át. Széltében-hosszában). Berlin: Dietrich Reimer. 1897. (Hozzáférés: 2017. május 20.)
- (románul) Saramandu, Nicolae. Cercetări dialectale la un grup necunoscut de vorbitori al românei: băiașii din nordul Croației. (Dialektológiai kutatások egy ismeretlen román ajkú csoport körében: az észak-horvátországi beások). Fonetică şi dialectologie. XVI. kötet. 1997. 97–130. o.
- (szerbül) Sikimić, Biljana. Banjaši na Balkanu (Beások a Balkánon). Banjaši na Balkanu. 7–12. o.
- (szerbül) Sikimić, Biljana. Banjaši u Srbiji (Beások Szerbiában). Banjaši na Balkanu. 250–251. o.
- (románul) Sikimić, Biljana. Băieșii din Pomoravlje (A pomoravljei beások). Piramida. 62–76. o.
- (románul) Sikimić, Biljana. Băieșii în contextul sud-slav (Beások a délszláv környezetben). Piramida. 3–7. o.
- (angolul) Sikimić, Biljana. Gurban in the village of Grebenac (A gurban Grebenac faluban). Kurban in the Balkans. 153–180. o.
- (angolul) Sikimić, Biljana. Karavlachs in Bosnia and Herzegovina today (Karavlachok a mai Bosznia-Hercegovinában). Sikimić, Biljana (szerk.). The Romance Balkans (A neolatin Balkán). Belgrád: Balkánológiai Intézet. 2008. 227–246. o. (Hozzáférés: 2017. május 20.)
- (angolul) Sikimić, Biljana. Transborder ethnic identity of Banyash Roma in Serbia (A szerbiai beás romák országhatárokat átszelő etnikai identitása). Internet-Zeitschrift für Kulturwissenschaften. 16. sz. 2006. (Hozzáférés: 2017. május 20.)
- (angolul) Sikimić, Biljana – Hrisztov, Petko. Editors' introduction (A szerkesztők bevezetője). Kurban in the Balkans. 9–14. o.
- (szerbül) Slavkova, Magdalena. Rudari u istočnoj Bugarskoj i jevanđeoski pokret (Rudar-ok Bulgáriában és evangelista mozgalom). Banjaši na Balkanu. 277–294. o.
- (románul) Sorescu-Marinković, Annemarie. Băieşii din Baranja (Croaţia): schiţă etnologică şi etnolingvistică [Baranyai beások (Horvátország): néprajzi és néprajzi-nyelvészeti vázlat]. Memoria ethnologica. 40–41. sz. 2011a. 36–51. o. (Hozzáférés: 2017. május 20.)
- (angolul) Sorescu-Marinković, Annemarie. Imagining the Past, creating Identity: the Case of the Bayash (A múlt elképzelése, az identitás alkotása: a beások esete). Glasnik Etnografskog instituta, SANU, 59. kötet. 2. sz. 2011b. 45–59. o. (Hozzáférés: 2017. május 20.)
- (románul) Sorescu-Marinković, Annemarie. „Noi iștem Rumâni șî nu ni-i žao”: băieșii din Mahovine. („Mi románok vagyunk, és nem sajnáljuk”: a mehovinei beások) Piramida. 2011c. 10–24. o.
- (franciául) Sorescu-Marinković, Annemarie. «Nous venons des Carpates, des Carpates indiennes, de Russie». Gérer une identité traumatisée – le cas des Bayaches de Serbie („Mi a Kárpátokból jövünk, az indiai Kárpátokból, Oroszországból”. Sérült identitás kezelése – a szerbiai beások esete). Baric, Daniel – Rider, Jacques le – Roksandić, Drago (szerk.). Mémoire et histoire en Europe centrale et orientale (Emlékezés és történelem Közép- és Kelet-Európában). Rennes: Presses Universitaire. 2011d. 217–225. o. (Hozzáférés: 2017. május 20.)
- (angolul) Sorescu-Marinković, Annemarie. Strategies for creating an explanatory Bayash dictionary in Serbia (Stratégiák beás értelmező szótár alkotására Szerbiában). Revue roumaine de linguistique. LVI. kötet. 1. sz. Bukarest. 2011e. 17–34. o. (Hozzáférés: 2017. május 20.)
- (angolul) Sorescu-Marinković, Annemarie. The gurban displaced: Bayash guest workers in Paris (Áttelepített gurban: beás vendégmunkások Párizsban). Kurban in the Balkans. 137–152. o.
- (románul) Stanković, Andrea. Construirea identității etnice a caravlahilor din Bosnia și Herțegovina. (A bosznia-hercegovinai karavlachok etnikai identitásának építése). Piramida. 42–48. o.
- (szlovákul) Stano, Pavol. Korytárska výroba rumunsky hovoriacich Cigánov na východnom Slovensku (Kelet-Szlovákiai román ajkú cigányok fatermékei). Slovenský národopis. 13. sz. 1965.
- (románul) Șerban, Stelu. Politică și etnicitate. Rudarii din Varna, Bulgaria [Politika és etnicitás. A várnai rudar-ok (Bulgária)]. Piramida. 26–41. o.
- (németül) Weigand, Gustav. Rumänen und Arumunen in Bosnien (Románok és arománok Boszniában). Jahresbericht des Instituts für rumänische Sprache. 14. sz. Leipzig. 1908. 171–197. o.
- (angolul) Zimmermann, Michael. The Wehrmacht and the National Socialist persecution of the Gypsies (A Wehrmacht és a nácik cigányüldözése). Romani Studies. 11. kötet. 2. sz. 2001. 111–135. o. (Hozzáférés: 2017. május 20.)
- Zsupos Zoltán. Az erdélyi sátoros taxás és aranymosó fiskális cigányok a 18. században. Budapest: Magyar Néprajzi Társaság, 1996.